# Ambasciata d'Italia a Caracas
L'Ambasciata d'Italia a Caracas è la missione diplomatica della Repubblica Italiana nella Repubblica Bolivariana del Venezuela.
La sede dell'ambasciata è a Caracas nel quartiere El Rosal, Municipio di Chacao.

## Storia
La presenza di popolazione italiana nel Venezuela è storica: le prime relazioni bilaterali ufficiali iniziarono il 17 marzo 1856, quando fu istituito un consolato venezuelano a Napoli. Fra il 1857 e il 1859 furono istituite due legazioni diplomatiche italiane, destinate ai sudditi del Regno delle Due Sicilie, rispettivamente a Maracaibo e a La Guaira.
Con re Vittorio Emanuele II, fu sottoscritto un trattato di amicizia, commercio e navigazione, fra il paese e il neonato Regno d'Italia, dopo il 1861. I rapporti e la presenza della popolazione italiana si sviluppano ulteriormente con i flussi migratori del novecento attirati dal benessere generale del Venezuela, grazie alla rendita petrolifera.
I rapporti bilaterali sulla cooperazione economica sono stati rafforzati dall'istituzione di camere di commercio italiane vista la grande presenza di aziende a marchio italiano nel paese. La  cooperazione culturale è garantita dalla valorizzazione della letteratura e lingua italiana tramite l'attivazione di istituti privati italiani.

### La sede
La residenza dell'ambasciatore ha sede presso la villa Quinta Miravalle, costruita negli anni cinquanta in stile mediterraneo, e acquistata nel 1952 dallo Stato italiano. Essa è situata nella zona residenziale del Caracas Country Club.
La sede operativa dell'ambasciata è situata, dal 1991, nello stesso edificio che ospita la Borsa Valori, nonché la municipalità di Chacao.